# Liste der chinesischen Botschafter in Spanien
Die Botschaft der Volksrepublik China befindet sich in der Calle de Arturo Soria, 113 in Madrid.
Seit 1988 ist der Botschafter in Madrid regelmäßig auch in Andorra akkreditiert.
| Ernannt / Akkreditiert | Name               | chinesisch | Bemerkung | ernannt von     | akkreditiert bei               | Posten verlassen |
| ---------------------- | ------------------ | ---------- | --- | --------------- | ------------------------------ | ---------------- |
| 11. Dez. 1875          | Chen Lanbin        | 陈兰彬     | | Cixi            | Alfons XII.                    | 24. Juni 1881    |
| 24. Juni 1881          | Zheng Zaoru        | 郑藻如     | | Cixi            | Alfons XII.                    | 26. Juli 1885    |
| 27. Juli 1885          | Zhang Yin-Huan     | 张荫桓     | | Cixi            | Maria Christina von Österreich | 28. Sep. 1889    |
| 31. März 1889          | Cui Guoyin         | 崔国因     | | Cixi            | Alfons XIII.                   | 2. Sep. 1893     |
| 8. Feb. 1893           | Yang Ru            | 杨儒       | | Cixi            | Alfons XIII.                   | 23. Nov. 1896    |
| 23. Nov. 1896          | Wu Tingfang        | 伍廷芳     | | Cixi            | Alfons XIII.                   | 26. Okt. 1902    |
| 12. Juli 1902          | Liang Chen         | 梁诚       | | Cixi            | Alfons XIII.                   | 8. Nov. 1903     |
| 8. Nov. 1903           | Sun Baoqi          | 孙宝琦     | | Cixi            | Alfons XIII.                   | 12. Nov. 1905    |
| 4. Sep. 1905           | Liu Shixun         | 刘式训     | | Cixi            | Alfons XIII.                   | 20. Nov. 1911    |
| 22. Nov. 1912          | Hu Weide           | 戴陈霖     | | Yuan Shikai     | Alfons XIII.                   | 31. Dez. 1913    |
| 31. Dez. 1913          | Dai Chén Lin       | 戴陈霖     | Ankunft am Real Sitio de San Lorenzo de El Escorial: 17. Juli 1914                                                                                                 | Yuan Shikai     | Alfons XIII.                   | 4. Nov. 1920     |
| 9. Sep. 1920           | Liu Chongjie       | 刘崇杰     | Ankunft am Real Sitio de San Lorenzo de El Escorial: 16. März 1921                                                                                                 | Xu Shichang     | Alfons XIII.                   | 24. Okt. 1928    |
| 25. Mai 1933           | Qian Tai           | 钱泰       | Ankunft in Madrid: 1. August 1933 Ch'ien Tai: 14. Juni bis 28. November 1944 Botschafter bei dem Französischen Komitee für die Nationale Befreiung in Algier.      | Chiang Kai-shek | Niceto Alcalá Zamora           | 11. Juni 1937    |
| 5. Apr. 1940           | Law Chun Bong      | 罗振邦     | Luōzhènbāng, Luo Zhenbang | Puyi            | Francisco Franco               |                  |
| 16. Sep. 1941          | Wang Yan           | 王德炎     | | Lin Sen         | Francisco Franco               |                  |
| 1. Juli 1952           | James Yu Tsune-Chi | 于焌吉     | (* 1900; † 25. Februar 1968) | Chiang Kai-shek | Francisco Franco               | 1. März 1959     |
| 1. März 1959           | Shen Chang-Huan    | 沈昌焕     | (* 16. November 1913; † 2. Juli 1998), 31. Mai 1960 bis 27. Mai 1966: Außenminister von Formosa.                                                                   | Chiang Kai-shek | Francisco Franco               | 1. Juli 1960     |
| 1. Juli 1960           | Huang Shao-ku      | 黄少谷     | (* 24. Juli 1901 in Hunan; † 16. November 1996) 1954–1958 der stellvertretende Ministerpräsident und von 1958 bis 1960 Außenminister von Republik China auf Taiwan | Chiang Kai-shek | Francisco Franco               | 1. Okt. 1962     |
| 1. Okt. 1962           | Zhou Shukai        | 周书楷     | (* 1910) 1965–1971: Botschafter in Washington, D.C., 1978–1991: Botschafter beim Heiligen Stuhl                                                                    | Chiang Kai-shek | Francisco Franco               | 1. Mai 1965      |
| 1. Mai 1965            | Chu Fu-Sung        | 朱抚松     | | Chiang Kai-shek | Francisco Franco               | 1. März 1971     |
| 1. März 1971           | Xue Yuqi           | 薛毓麒     | (* 19. Februar 1917; † 9. November 2001) vorher ständiger Vertreter Taiwans beim UN-Hauptquartier.                                                                 | Chiang Kai-shek | Francisco Franco               | 1. Apr. 1973     |
| 1. Sep. 1973           | Chen Zhaoyuan      | 陈肇源     | (* 1918) 1971–1973 Botschafter in Naypyidaw, 1976–1979: Botschafter in Neu-Delhi, 1983–1985: Ambassador to the Court of St James’s                                 | Dong Biwu       | Luis Carrero Blanco            | 1. Juli 1976     |
| 1. Sep. 1976           | Ma Muming          | 马牧鸣     | 1981–1984 Botschafter in Katmandu. | Song Qingling   | Adolfo Suárez                  | 1. Juni 1980     |
| 1. Aug. 1980           | Zhang Shijie       | 张士杰     | 1960–1965: Botschafter in Katmandu, 1975–1979: Botschafter in Mogadischu.                                                                                          | Ye Jianying     | Adolfo Suárez                  | 1. Juni 1984     |
| 1. Sep. 1984           | Cao Yuanxin        | 曹元欣     | ab 1988 Botschafter in Monrovia. | Li Xiannian     | Felipe González                | 1. Apr. 1988     |
| 1. Aug. 1988           | Tao Yuan           | 原焘       | 1986–1988 Botschafter in La Paz, 1994–1995 Botschafter in Brasilia                                                                                                 | Yang Shangkun   | Felipe González                | 1. Dez. 1993     |
| 1. Feb. 1994           | Song Guoqing       | 宋国清     | Juli 1988 – 1991 Juli Botschafter in Harare, Simbabwe | Jiang Zemin     | Felipe González                | 1. Feb. 1998     |
| 1. März 1998           | Tang Yonggui       | 汤永贵     | | Jiang Zemin     | José María Aznar               | 1. Dez. 2002     |
| 1. Jan. 2003           | Qiu Xiaoqi         | 邱小琪     | | Hu Jintao       | José María Aznar               | 1. Dez. 2008     |
| 1. Jan. 2009           | Zhu Bangzao        | 朱邦造     | Januar 2002 – August 2003: Botschafter in Tunis, März 2004 – März 2008: Botschafter in Bern                                                                        | Hu Jintao       | José Luis Rodríguez Zapatero   |                  |